# Cochlostoma henricae
Cochlostoma henricae, ungebräuchlich auch Graue Turmdeckelschnecke genannt, ist eine landlebende Schneckenart aus der Familie der Walddeckelschnecken (Cochlostomatidae), die zur Ordnung Architaenioglossa gestellt wird.

## Merkmale
Das rechtsgewundene Gehäuse misst 7,7 bis 11,5 mm in der Höhe und 3,5 bis 4,8 mm in der Breite (8 mm × 3,6 mm). Es ist schlank-turmförmig und hat 8½ bis 9 (10) langsam zunehmende, schwach gewölbte Umgänge. Die ersten Windungen sind gleichmäßig mit kräftigen Rippen versehen; diese werden auf den folgenden Windungen schwächer und unregelmäßig. Auf der letzten Windung finden sich nur noch einige wenige Zuwachsstreifen mit breiten, glatten Zwischenbereichen. Der letzte Umgang kann zur Mündung hin an der Basis eine stumpfe Kante ausbilden. Die Basis ist leicht abgeflacht. Der Nabel ist offen. Die letzte Windung ist stark erweitert. Die Mündung ist annähernd rund, der Mundrand ist verdickt und etwas nach außen gebogen. Dieser äußere Bereich ist in einen inneren und äußeren Teil gegliedert. Innen ist der Mundsaum durch eine weiße, kräftige Lippe verdickt. Der Gaumenbereich ist mehr oder weniger stark braun gefärbt. Diese Verdickung ist jedoch oft nicht ganz geschlossen. In den Gehäusen ist ein schwacher Geschlechtsdimorphismus erkennbar: bei den Weibchen sind die Umgänge etwas stärker gewölbt. Das Gehäuse ist blass rötlich bis graubraun gefärbt, die Oberfläche ist schwach glänzend oder wirkt schwach blaugrau bereift. Flecke oder Farbbänder fehlen.
Der Weichkörper ist etwa 4 mm lang und etwa 1 mm breit. Er ist dunkelgrau bis schwarz, lediglich die zwei Fühler sind hellbraun. Die Fühler sind relativ kurz und stumpf. An der Basis der Fühler liegt jeweils ein Auge. Bei den Männchen sitzt hinter dem rechten Fühler der körperlange Penis. Der Samenleiter im Penis ist stark gewunden und zieht sich in die Spitze des Penis, wo er in einem Porus endet. Die Radula zeigt drei Längsreihen. In der Mitte sitzt ein massiver Rhachiszahn, flankiert von je einem stark gebogenen Seitenzahn.

### Ähnliche Arten
Die Gehäuse ähneln denjenigen der Kleinen Walddeckelschnecke (Cochlostoma septemspirale). Bei der letzteren Art sind die Umgänge deutlich stärker gewölbt und unter der Naht steiler abgeböscht.

## Geographische Verbreitung und Lebensraum
Das Verbreitungsgebiet ist auf Norditalien (Südalpen) und Südostösterreich (Ostalpen) beschränkt. Die Tiere leben bevorzugt auf Kalkfelsen und sind sehr widerstandsfähig gegen Trockenheit. In den Ostalpen steigt die Art bis auf 2400 m über Meereshöhe an.

## Taxonomie
Das Taxon wurde 1851 von Pellegrino Strobel erstmals als Pomatias Henricae beschrieben. Es wurde von Wilhelm Kobelt 1902 erstmals der Gattung Cochlostoma zugewiesen. Heute wird die Art übereinstimmend der Untergattung Cochlostoma (Cochlostoma) zugewiesen. Die Fauna Europaea unterscheidet einschließlich der Nominatunterart vier Unterarten, eine fünfte Unterart erscheint aber noch häufig in der Literatur:
- Cochlostoma (Cochlostoma) henricae henricae (Strobel, 1851), die Nominatunterart. Das Gehäuse ist rötlich hornfarben bis rotbraun und wirkt undeutlich graublau bereift. Der Mündungsrand ist kräftig verstärkt und deutlich zweigeteilt. Das Gehäuse ist 8,3 bis 9,8 mm hoch und 4,0 bis 4,4 mm breit, es besitzt 8 bis 9 Umgänge[7].
- Cochlostoma (Cochlostoma) henricae huettneri (A. J. Wagner, 1897): Das Gehäuse ist gelblich hornfarben und weist drei in Flecken aufgelöste, rotbraune Bänder auf. Alternativ sind auch rotbraune Radiärstriemen vorhanden. Die Berippung ist an den oberen Umgängen dicht und deutlich ausgeprägt. Die Rippen werden zur Mündung hin schwächer. Der Mündungsrand ist nur schwach zweigeteilt. Die Mündung weist innen eine weiße Lamelle auf. Das Gehäuse ist 6,5 bis 8,4 mm hoch und 3 bis 4 mm breit und besitzt 8 Umgänge. Die Unterart ist in Oberösterreich und der Steiermark auf den weiteren Bereich der Salzkammergutseen beschränkt. Sie kommt dort von 500 bis 2000 m über Meereshöhe vor[7].
- Cochlostoma (Cochlostoma) henricae plumbeum (Westerlund, 1878): Das Gehäuse ist dunkel rotbraun und hat eine deutliche bläuliche Bereifung. Die Zweiteilung des verdickten Mündungsrandes ist nur schwach ausgeprägt. Das Gehäuse ist 8 mm hoch und 3,6 mm breit und hat 8 Umgänge. Die Unterart ist in Kärnten auf die Gailtaler Alpen beschränkt (Umgebung von Hermagor). Sie kommt dort in 600 bis 2400 m über Meereshöhe vor[7]. Die Unterart wird von der Fauna Europaea nicht anerkannt[6].
- Cochlostoma (Cochlostoma) henricae lissogyrum (Westerlund 1881). Das Gehäuse ist fast glatt und nur fein gestreift. Die Umgänge sind schwach gewölbt und meist an der Naht deutlich kantig. Das Gehäuse ist 10 bis 11 mm hoch und 3½ mm breit und besitzt 9 bis 10 Umgänge. Die Unterart kommt bei Trient vor[8].
- Cochlostoma (Cochlostoma) henricae strigillatum (A.J. Wagner, 1897). Das Gehäuse ist auf den oberen Umgängen sehr kräftig berippt (die am kräftigsten berippte Unterart). Die unteren Umgänge sind nur noch gestreift. Das Gehäuse ist 9,3 mm hoch und 4,2 mm breit. Die Unterart kommt bei Belluno (Norditalien) vor[9].

## Belege

### Online
- AnimalBase - Cochlostoma henricae (Strobel, 1851)